# Kunzea jucunda
Kunzea jucunda är en myrtenväxtart som beskrevs av Friedrich Ludwig Diels och Ernst Georg Pritzel. Kunzea jucunda ingår i släktet Kunzea och familjen myrtenväxter. Inga underarter finns listade i Catalogue of Life.